# Anja Kunick
Anja Kunick (Lipcse, 1975. január 22. –) német nemzetközi női labdarúgó-játékvezető. Polgári foglalkozása hivatalnok.

## Pályafutása

### Nemzeti játékvezetés
A játékvezetői tanfolyamom 1997-ben egy véletlennek köszönhetően vizsgázott, 2003-ban lett az I. Liga játékvezetője. Első ligás mérkőzéseinek száma: 80 (2011).

### Nemzetközi játékvezetés
A Német labdarúgó-szövetség Játékvezető Bizottsága (JB) terjesztette fel nemzetközi játékvezetőnek, a Nemzetközi Labdarúgó-szövetség (FIFA) 2007-től tartotta nyilván bírói keretében. A FIFA JB központi nyelvei közül a németet beszéli. Több nemzetek közötti válogatott és klubmérkőzést vezetett, vagy működő társának 4. bíróként segített. Válogatott mérkőzéseinek száma: 5.

#### Világbajnokság
A világbajnoki döntőkhöz vezető úton Németországba a 6., a 2011-es női labdarúgó-világbajnokságra a FIFA JB játékvezetőként alkalmazta.

##### 2011-es női labdarúgó-világbajnokság

###### Selejtező mérkőzés
| Időpont              | Helyszín                         | Mérkőzés típusa           | Mérkőzés                   | Eredmény | Nézők száma |
| -------------------- | -------------------------------- | ------------------------- | -------------------------- | -------- | ----------- |
| 2009. szeptember 24. | Káposztás utcai Stadion, Sopron  | előselejtező (4. csoport) | Magyarország–Lengyelország | 4 – 2    |             |
| 2009. november 21.   | Sonera Stadion, Helsinki         | előselejtező (7. csoport) | Finnország–Örményország    | 7 – 0    |             |
| 2010. március 30.    | Neman Stadion, Hrodna            | előselejtező (2. csoport) | Fehéroroszország–Norvégia  | 0 – 5    |             |
| 2010. augusztus 21.  | Mikheil Meskhi Stadion, Tbiliszi | előselejtező (3. csoport) | Grúzia–Bulgária            | 1 – 1    |             |

#### Európa-bajnokság
A női európai labdarúgó torna döntőjéhez vezető úton Svédország rendezte a 2013-as női labdarúgó-Európa-bajnokságot, ahol az UEFA JB játékvezetőként foglalkoztatta.

##### 2013-as női labdarúgó-Európa-bajnokság

###### Selejtező mérkőzés
| Időpont           | Helyszín                                     | Mérkőzés típusa           | Mérkőzés                        | Eredmény | Nézők száma |
| ----------------- | -------------------------------------------- | ------------------------- | ------------------------------- | -------- | ----------- |
| 2011. október 22. | Creating Rossijanka Stadion, Krasznoarmejszk | előselejtező (1. csoport) | Oroszország–Bosznia-Hercegovina | 4 – 1    | 550         |